# Parapelerinus
Parapelerinus is een geslacht van rechtvleugeligen uit de familie sabelsprinkhanen (Tettigoniidae). De wetenschappelijke naam van dit geslacht is voor het eerst geldig gepubliceerd in 2008 door Liu & Kang.

## Soorten
Het geslacht Parapelerinus omvat de volgende soorten:
- Parapelerinus emarginatus Liu & Kang, 2008
- Parapelerinus ensatus Liu & Kang, 2008